# Billete electrónico

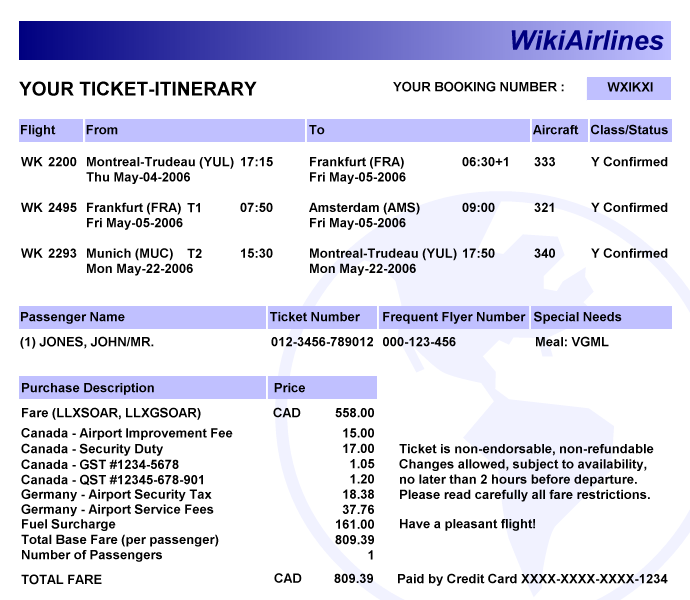
Ejemplo de billete electrónico para viajar con avión.

Un boleto, pasaje o billete electrónico se usa para representar la compra de un asiento en una línea de pasajeros (aérea, por ferrocarril o de autobús), normalmente por un sitio electrónico o por teléfono. 

## Introducción
Esta forma de boleto de línea aérea rápidamente ha reemplazado los antiguos boletos de papel de muchas copias (ha ido desde cero hasta 100% en 10 años) y ha llegado a ser obligatorio para miembros de IATA a partir del 1 de junio de 2008. Durante los últimos años, donde los boletos de papel todavía estaban disponibles, las líneas aéreas frecuentemente cobraban extra por usarlos. Los boletos electrónicos también están disponibles para ciertas actividades de entretenimiento.
Una vez que se hace una reserva, un boleto electrónico existe solo como un registro digital en las computadoras de las líneas aéreas. Los clientes normalmente imprimen una copia de sus recibos, que contiene el localizador del récord o número de reserva y el número del boleto electrónico.
Joel R. Goheen es reconocido como el inventor de los boletos electrónicos en la industria de las aerolíneas, una industria donde las ventas globales de boletos electrónicos (la norma de la industria) suma a más de $400 billones por año (2007). Vea patentes para inventos de boletos electrónicos en la industria de las Aerolíneas.
Los boletos electrónicos han sido introducidos en el transporte público, por carretera y ferrocarril. Por ejemplo, en febrero de 2007 el sistema de reservas de autobuses checos AMBUS introdujo el producto e-jízdenka para varias rutas de autobuses. Desde noviembre de 2007 ha sido posible comprar un boleto SMS para uso en el transporte urbano de Praga, y desde julio de 2008 para uso en el transporte urbano de Ústí nad Labem.

## Registrándose con un boleto electrónico
Para registrarse con un boleto electrónico, el pasajero normalmente se presenta al mostrador y enseña el recibo del itinerario del boleto electrónico, el cual contiene una confirmación o código de reserva. En algunos aeropuertos y aerolíneas ni siquiera es necesario presentar este documento o dar el código de confirmación o número de boleto, ya que la reserva es confirmada solamente a base de la identidad del pasajero, lo cual puede ser comprobado por un pasaporte o una tarjeta de crédito. Después de confirmar la reserva, el pasajero presenta su equipaje y le dan un pase de abordar, el cual normalmente dice boleto electrónico.

## Registro por autoservicio o remoto
La opción de registrarse en línea está disponible en algunas aerolíneas. Un pasajero ingresa su número de confirmación al sitio electrónico de la aerolínea, y el pasajero imprime el pase de abordar en su impresora en casa. Registrarse en línea es permitido típicamente hasta 24 horas antes de la partida del vuelo, aunque eso puede variar según la aerolínea. En las aerolíneas sin asientos asignados tales como Southwest, esto típicamente garantiza al pasajero abordar temprano y obtener un mejor asiento. Aparte de la identificación, el pase de abordar que se ha impreso es todo lo que se necesita presentar al llegar al aeropuerto. En aerolíneas donde no se puede registrar en línea, la documentación o facturación puede darse en un quiosco de autoservicio en el aeropuerto o en el mostrador.
Un pase de abordar es requerido para abordar el avión; en algunos países, tales como los Estados Unidos, también es necesario para pasar por la seguridad del aeropuerto.
Los boletos electrónicos son muy populares porque permiten servicios adicionales tales como:
•	Registrarse en línea, por teléfono o a través de un quiosco de autoservicio.
•	Registrarse temprano.
•	Imprimir pases de abordar en los quioscos del aeropuerto y en localidades además del aeropuerto.
•	Reembolsos automáticos y cambios en línea, por teléfono y en quioscos.
Varios sitios electrónicos existen para ayudar a personas que tienen boletos electrónicos a hacer registros en línea antes de las 24 horas requeridas por la aerolínea. Estos sitios almacenan la información de vuelo del pasajero y cuando la aerolínea abre para registrarse en línea los datos son transferidos a la aerolínea y el pase de abordar es enviado por correo electrónico al pasajero.

Los boletos electrónicos algunas veces no están disponibles para algunos vuelos de una aerolínea que normalmente los ofrece. Esto puede ser debido a numerosas razones, el más común siendo la incompatibilidad con los programas de computadoras. Si una aerolínea emite boletos para un vuelo de código compartido con otra compañía, y no hay un acuerdo de boleto electrónico, la aerolínea operadora no podría ver el boleto de la aerolínea que lo emitió. De manera que la aerolínea que inscribe el vuelo necesita proveer versiones de copias de papel de los boletos para que el mismo pueda ser procesado. Igualmente, si el aeropuerto de destino no tiene acceso a la aerolínea que inscribió el vuelo, un boleto de papel tiene que ser emitido.
Boletos de descuento para industria también suelen ser emitidos en papel si son válidos en más de una aerolínea, y si las aerolíneas en que son válidos, no tienen un acuerdo. Desde que los boletos electrónicos entre líneas aéreas son aún la excepción y no la regla, los boletos válidos para más de una aerolínea suelen ser emitidos en papel. 
Hasta ahora los sistemas para boletos de la mayoría de las aerolíneas solo pueden producir boletos electrónicos para itinerarios de no más de 16 segmentos, incluyendo los segmentos en superficie.

## Mandato de transición de IATA
Como parte de la iniciativa de simplificar el negocio de IATA, la asociación instituyó un programa de cambiar la industria a 100% de boletos electrónicos. El programa concluyó el 1 de junio de 2008, con la asociación diciendo que los ahorros de la industria eran de aproximadamente de $ 3 billones.
En 2004, la junta de gobernadores de IATA puso el final de 2007 como la fecha tope para que las aerolíneas hicieran la transición a 100% de boletos electrónicos, procesados a través del plan de facturación y pago de IATA; en junio de 2007 la fecha tope fue extendida al 31 de mayo de 2008. 

A partir del 1 de junio de 2008, los boletos de papel ya no pueden ser emitidos en acciones neutrales por agencias reportando a su BSP local. Agentes reportando a la ARC, utilizando acciones provistas por la compañía, o emitiendo boletos en nombre de una aerolínea no están sujetos a esta restricción.
La industria no pudo cumplir con el mandato de IATA, y los boletos de papel quedan en circulación aún en febrero de 2009.